# Jo Hyo-bi

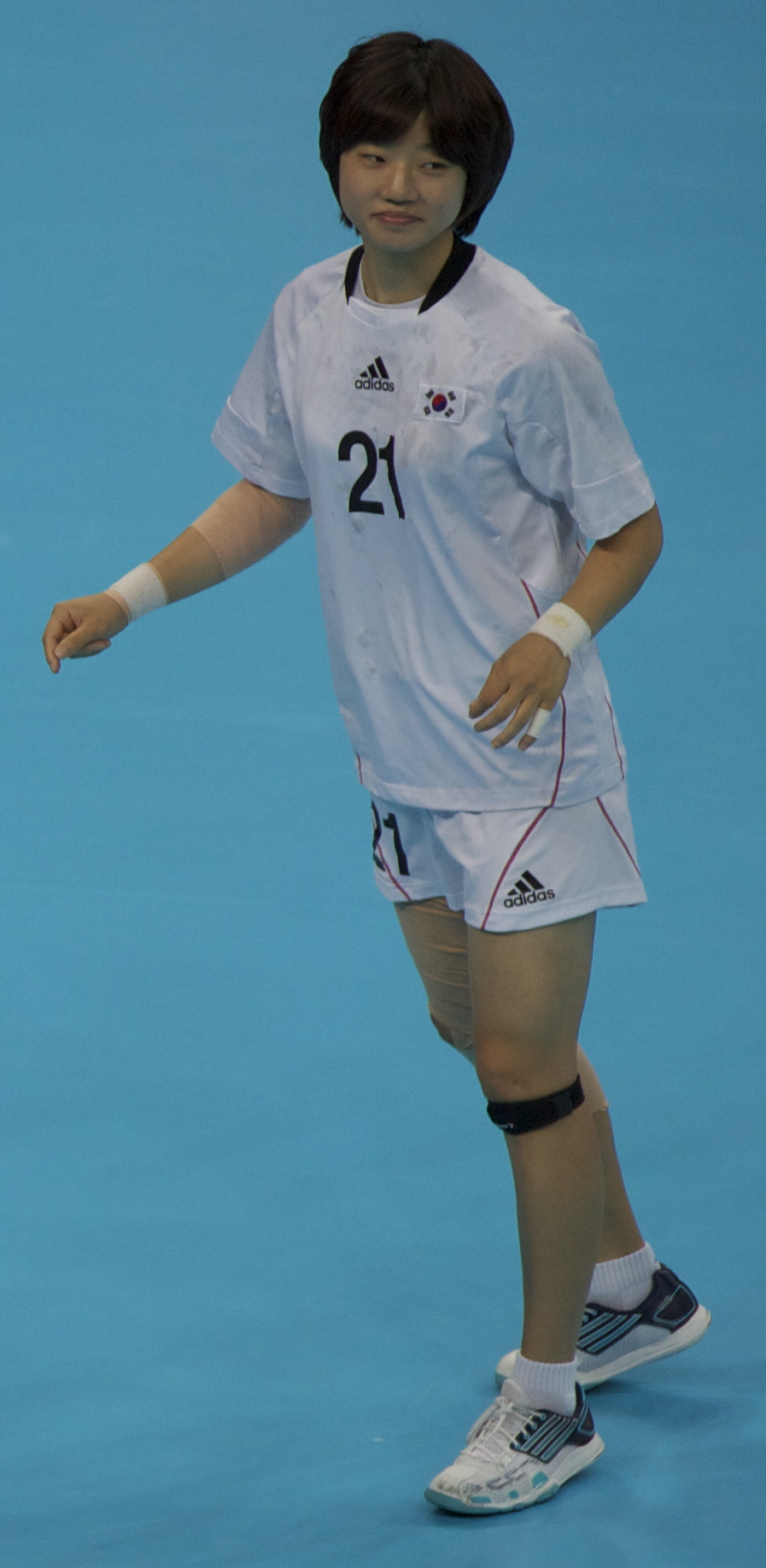
Jo Hyo-bi (2012)

Jo Hyo-bi (* 15. Juli 1991 in Seoul, Südkorea) ist eine südkoreanische Handballspielerin. 
Jo Hyo-bi, die auf der Position Linksaußen spielt, läuft für den südkoreanischen Verein Incheon Sports Council auf. Weiterhin gehört sie dem Kader der südkoreanischen Nationalmannschaft an. Die Rechtshänderin nahm mit der südkoreanischen Auswahl an den Olympischen Spielen 2012 in London teil und belegte den vierten Platz. Jo Hyo-bi erzielte insgesamt 32 Treffer und wurde in das All-Star-Team des Olympischen Handball-Turniers gewählt.